# Inga skutchii
Inga skutchii är en ärtväxtart som beskrevs av Paul Carpenter Standley. Inga skutchii ingår i släktet Inga och familjen ärtväxter. IUCN kategoriserar arten globalt som sårbar. Inga underarter finns listade i Catalogue of Life.